# Spiroplecta
Spiroplecta es un género de foraminífero planctónico de la subfamilia Heterohelicinae, de la familia Heterohelicidae, de la superfamilia Heterohelicoidea, del suborden Globigerinina y del orden Globigerinida. Su especie-tipo es Spiroplecta americana. Su rango cronoestratigráfico abarca desde el Aptiense (Cretácico inferior) hasta el Daniense inferior (Paleoceno inferior).

## Descripción
Spiroplecta incluía especies con conchas inicialmente planiespiraladas, evidente en las formas microesféricas, y finalmente biseriadas; sus cámaras eran globulares a subglobulares; sus suturas intercamerales eran incididas; su contorno ecuatorial era subtriangular y lobulada; su periferia era redondeada; su abertura principal era interiomarginal, lateral, con forma de arco bajo a medio, simétrico, y bordeada por un estrecho labio, con dos solapas laterales; presentaban pared calcítica hialina, microperforada a finamente perforada, y superficie finamente estriada, con estrías longitudinales.

## Discusión
Existe una antigua controversia sobre el estatus de Heterohelix y Spiroplecta, ya que el autor de ambos géneros aparentemente utilizó en la definición la misma especie tipo, en el primer caso denominada Textilaria americana y en el segundo Spiroplecta americana. Por esta razón, dado que el primer nombre tiene prioridad, Spiroplecta fue posteriormente considerado un sinónimo posterior de Heterohelix. Ambos géneros fueron descritos con un estadio inicial planiespiralado, aunque claramente más desarrollado en Spiroplecta (prolóculo seguido por 5 a 6 cámaras) que en Heterohelix (prolóculo seguido por 2 a 3 cámaras). Algunos autores introdujeron el nombre genérico Guembelina, cuya especie tipo es Heterohelix globulosa, para agrupar ambas morfologías así como las enteramente biseriadas, y consideraron que la ausencia/presencia del estadio planiespiralado era una expresión de una alternancia de generaciones, siendo el estadio planiespiralado propio de las formas microesféricas. Finalmente, ha sido mayoritariamente aceptado que Spiroplecta y Guembelina son sinónimos subjetivos posteriores de Heterohelix. No obstante, algunos autores han considerado que Spiroplecta es un género distinto de Heterohelix y consiguientemente válido, que incluye a especies con un estadio planoespiralado inicial más desarrollado y sin proyecciones tipo-tubuloespina como en Heterohelix. Según estos autores, la especie tipo de Spiroplecta sería tan sólo un homónimo posterior de la de Heterohelix y, por tanto, sólo es necesario sustituirlo por otro nombre. La especie elegida por ellos para la sustitución y restauración del género fue Heterohelix navarroensis (es decir, Spiroplecta navarroensis), la cual tiene aparentemente las mismas características asignadas anteriormente a Spiroplecta americana. No obstante, Heterohelix navarroensis ha sido utilizada más recientemente como la especie tipo del género Paraspiroplecta. Clasificaciones posteriores han incluido Spiroplecta en el orden Heterohelicida.

## Paleoecología
Spiroplecta incluía especies con un modo de vida planctónico, de distribución latitudinal cosmopolita, y habitantes pelágicos de aguas superficiales (nerítico somero).

## Clasificación
Spiroplecta incluye a la siguiente especie:
- Spiroplecta americana †

Otras especies consideradas en Spiroplecta son:
- Spiroplecta anceps †
- Spiroplecta biformis †
- Spiroplecta bulbosa †
- Spiroplecta carinata †
- Spiroplecta clarki †
- Spiroplecta corrugata †
- Spiroplecta deflata †
- Spiroplecta fusca †
- Spiroplecta infracta †
- Spiroplecta jaekeli †
- Spiroplecta morgani †
- Spiroplecta pupa †
- Spiroplecta rosula †
- Spiroplecta sagittula †
- Spiroplecta spectabilis †
- Spiroplecta turona †
- Spiroplecta wrightii †